# Orfeo Ferretti
Orfeo Ferretti (Coira, 18 gennaio 1988) è un giocatore di football americano svizzero con cittadinanza italiana che gioca nel ruolo di offensive lineman per i Frogs Legnano.
Anche i suoi fratelli Federico e Wilson sono giocatori di football americano.

## Palmarès
- 3 Swiss Bowl (Calanda Broncos, 2011, 2012, 2013)
- 1 Silver Bowl (Cineplexx Blue Devils, 2015)